# Bittacus aripuanaensis
Bittacus aripuanaensis är en näbbsländeart som först beskrevs av Norman D. Penny 1977.
Bittacus aripuanaensis ingår i släktet Bittacus och familjen styltsländor. Inga underarter finns listade i Catalogue of Life.